# Dziennik dla Dzieci
Dziennik dla Dzieci – czasopismo dla dzieci wydawane w 1830 w Warszawie. Założycielem i redaktorem był Stanisław Jachowicz. Ukazywało się codziennie, z wyjątkiem niedzieli i świąt. Miało format ósemki, nie przekraczało dwóch kartek objętości.
Na jego motto wybrano fragment wiersza A. Felińskiego. Jako główne założenie postawiono wychowanie społeczne, a kiedy stało się to możliwe, również obywatelskie. Zakres ten ogarniał sytuacje dziecka w rodzinie, stosunek do rodziców, rodzeństwa, wchodzenie w grono koleżeńskie, wytwarzanie solidarności i odpowiedzialności. Towarzyszyło temu poszerzanie wiedzy z życia całego społeczeństwa, zwłaszcza jego przejawów narodowych, ekonomicznych oraz kultury innych narodów. Podkreślana była aktywna postawa małego czytelnika, samowychowanie i rozwijanie umysłu. Cel główny realizowany był w sposób bardzo nowoczesny, przez nawiązanie ścisłego kontaktu z czytelnikiem, włączenie go do współpracy oraz wejście w naturalną, zwykłą codzienność.
Na karcie tytułowej pierwszego numeru, obok nazwy pisma, drukarni i motta, widniało nazwisko Stanisława Jachowicza jako głównego wydawcy. Na odwrotnej stronie znajdowała się klauzula, która wyjaśniała, że pismo wydawane było z pozwoleniem cenzury rządowej. Następne numery nie posiadały już tak szczegółowej karty tytułowej, a pierwsza strona zawierała jedynie nazwę pisma, datę wydania oraz tytuł pierwszego artykuliku. Ukazały się cztery tomy, z których każdy obejmował jeden kwartał. Na jeden tom składało się przeważnie około 74-75 numerów bieżących pisma. Ogółem ukazało się 299 numerów. W czasie kilkudniowych świąt ukazywały się one w zwiększonej objętości, jako dwa numery jednocześnie. Nowatorskie w Dzienniku było to, że same dzieci mogły nadsyłać swoją twórczość do pisma i ono drukowało nadesłane materiały. Zakończenie drukowania Dziennika odbyło się w ostatnich dniach grudnia 1830 roku, wtedy to całkowicie porzucono dziecięcą formę pisania codziennego.